# Протока (рассказ)
«Протока» (англ. The Reach) — рассказ американского писателя Стивена Кинга, впервые опубликованный в журнале Yankee в 1981 году под названием Do the Dead Sing? (дословно, «Поют ли мёртвые?»). В 1985 году рассказ вошёл в авторский сборник «Команда скелетов» (англ. Skeleton Crew).

## Сюжет
Действие происходит в США, рассказ повествует о Стелле Фландерс (англ. Stella Flanders) — старейшей женщине, живущей на Козьем острове (англ. Goat Island), вместе со своим сыном Олденом (англ. Alden). За свою долгую жизнь, Стелла никогда не покидала свой остров. В конце своей жизни, умирая от рака, она всё чаще видит призрак своего почившего мужа, который предлагает ей прогуляться на материк. В эту необычайно холодную зиму, Протока (часть реки между островом и материком) замёрзла, впервые с 1938 года, так что по ней можно было ходить. И вот в один прекрасный день, когда Олдена не было дома, Стелла решает выполнить просьбу мужа и отправляется по льду на материк. Буран и темнота вскоре ослепляют её, а ветром с головы срывает кепку. Но вдруг рядом появляется её мёртвый муж и даёт ей свою шляпу. С ним появляются и другие умершие жители острова и помогают идти дальше. Вскоре Стелла присоединяется к мёртвым и отправляется в загробную жизнь. Позже её замёрзшее тело находят на материке, недалеко от деревни Голова Енота (англ. Raccoon Head). А Олден потом долго гадает, как на голове Стеллы оказалась старая шляпа его давно мёртвого отца.

## Интересные факты
- Несмотря на небольшой объём рассказа, в нём 56 действующих лиц.[1]
- Идею рассказа Кингу подсказал его племянник Томми.
- В декабре 2006 года художник Гленн Чадборн создал по рассказу комикс и включил его в сборник «Министр снов».